# Gemerský Sad
Gemerský Sad, ungarisch Gömörliget ist eine Gemeinde in der südlichen Mittelslowakei mit 289 Einwohnern (Stand 31. Dezember 2024), die zum Okres Revúca, einem Kreis des Banskobystrický kraj, gehört und in der traditionellen Landschaft Gemer liegt.

## Geographie
Die Gemeinde befindet sich am Westhang des Slowakischen Karstes im Slowakischen Erzgebirge, am Bach Rybník, einem Nebenfluss des Muráň im Einzugsgebiet der Slaná. Das Ortszentrum liegt auf einer Höhe von 265 m n.m. und ist 11 Kilometer von Jelšava sowie 23 Kilometer von Revúca entfernt.
Nachbargemeinden sind Rozložná im Norden, Štítnik (Exklave des Gemeindegebiets) im Osten, Gemerská Hôrka im Südosten, Hucín im Süden und Westen und Gemerské Teplice (Katastralgemeinde Gemerský Milhosť) im Nordwesten.

## Geschichte
Die Gemeinde Gemerský Sad entstand 1964 durch Zusammenschluss der Orte Mikolčany (ungarisch Mikolcsány) und Nováčany (ungarisch Gömörnánás – bis 1907 Nasztraj). Beide sind bis heute Katastralgemeinden.
Mikolčany wurde zum ersten Mal 1337 als Mykoucha schriftlich erwähnt. Nach dem Geschlecht Zach war das Dorf Besitz verschiedener Familien, 1427 besaß László Székely 22 Porta im Ort. 1582 flüchteten die Einwohner vor den Türken, später wurde der Ort wieder besiedelt. Eine Pestepidemie in den Jahren 1709–10 kostete 150 Menschen das Leben. 1828 zählte man 44 Häuser und 340 Einwohner, die als Landwirte und Töpfer beschäftigt waren.
Nováčany wurde ersturkundlich 1258 als Zahy erwähnt und war damals Besitz des Geschlechts Zach. Im 15. Jahrhundert gehörten die Ortsgüter der Familie Giczey, die hier im Jahr 1427 16 Porta besaß, später wechselten sich mehrere Besitzer. 1828 zählte man 50 Häuser und 334 Einwohner, die als Landwirte und vor allem im 18. und 19. Jahrhundert auch als Töpfer tätig waren.
Bis 1918 gehörten die im Komitat Gemer und Kleinhont liegenden Orte zum Königreich Ungarn und kamen danach zur Tschechoslowakei beziehungsweise heute Slowakei. Auf Grund des Ersten Wiener Schiedsspruchs lagen sie von 1938 bis 1944 noch einmal in Ungarn.

## Bevölkerung
| Jahr                | 1994 | 2004    | 2014    | 2024    |
| ------------------- | ---- | ------- | ------- | ------- |
| Anzahl der Personen | 337  | 317     | 302     | 289     |
| Unterschied         |      | −5,93 % | −4,73 % | −4,30 % |

| Jahr                | 2023 | 2024    |
| ------------------- | ---- | ------- |
| Anzahl der Personen | 296  | 289     |
| Unterschied         |      | −2,36 % |

Nach der Volkszählung 2011 wohnten in Gemerský Sad 286 Einwohner, davon 135 Magyaren, 132 Slowaken, zwei Tschechen und ein Rom. 16 Einwohner machten keine Angabe zur Ethnie.
128 Einwohner bekannten sich zur reformierten Kirche, 41 Einwohner zur römisch-katholischen Kirche, 33 Einwohner zur Evangelischen Kirche A. B., sieben Einwohner zur evangelisch-methodistischen Kirche, vier Einwohner zu den Zeugen Jehovas, zwei Einwohner zur griechisch-katholischen Kirche und ein Einwohner zu den christlichen Gemeinden. 31 Einwohner waren konfessionslos und bei 39 Einwohnern wurde die Konfession nicht ermittelt.

## Baudenkmäler
- reformierte (calvinistische) Toleranzkirche aus dem Jahr 1787, mit dem erst im 20. Jahrhundert gebauten Turm (Ortsteil Nováčany)[6]